# Ari (Italie)
Pour les articles homonymes, voir Ari.
Ari est une commune de la province de Chieti dans les Abruzzes en Italie.

## Administration
| Période                                  | Période  | Identité            | Étiquette    | Qualité |
| ---------------------------------------- | -------- | ------------------- | ------------ | ------- |
| 14 juin 2004                             | En cours | Renato D'Alessandro | Lista Civica |         |
| Les données manquantes sont à compléter. |          |                     |              |         |

### Hameaux
San Antonio, San Pietro, Santa Maria, Turrimarchi, Curci, Pianagrande

### Communes limitrophes
Canosa Sannita, Filetto, Giuliano Teatino, Miglianico, Orsogna, Vacri, Villamagna

### Évolution démographique
Habitants recensés